# Dobříš
Dobříšⓘ (niem. Doberschich) − miasto w Czechach, w kraju środkowoczeskim, 40 km od Pragi. Według danych z 31 grudnia 2003 powierzchnia miasta wynosiła 5341 ha, a liczba jego mieszkańców 7 926 osób. W mieście znajduje się zamek.

## Nazwa
Nazwa Dobříš jest w języku czeskim rzeczownikiem rodzaju żeńskiego.

## Demografia
| Rok             | 1970  | 1980  | 1991  | 2001  | 2003  |
| --------------- | ----- | ----- | ----- | ----- | ----- |
| Liczba ludności | 6 401 | 7 466 | 7 848 | 7 825 | 7 926 |

Źródło: Czeski Urząd Statystyczny

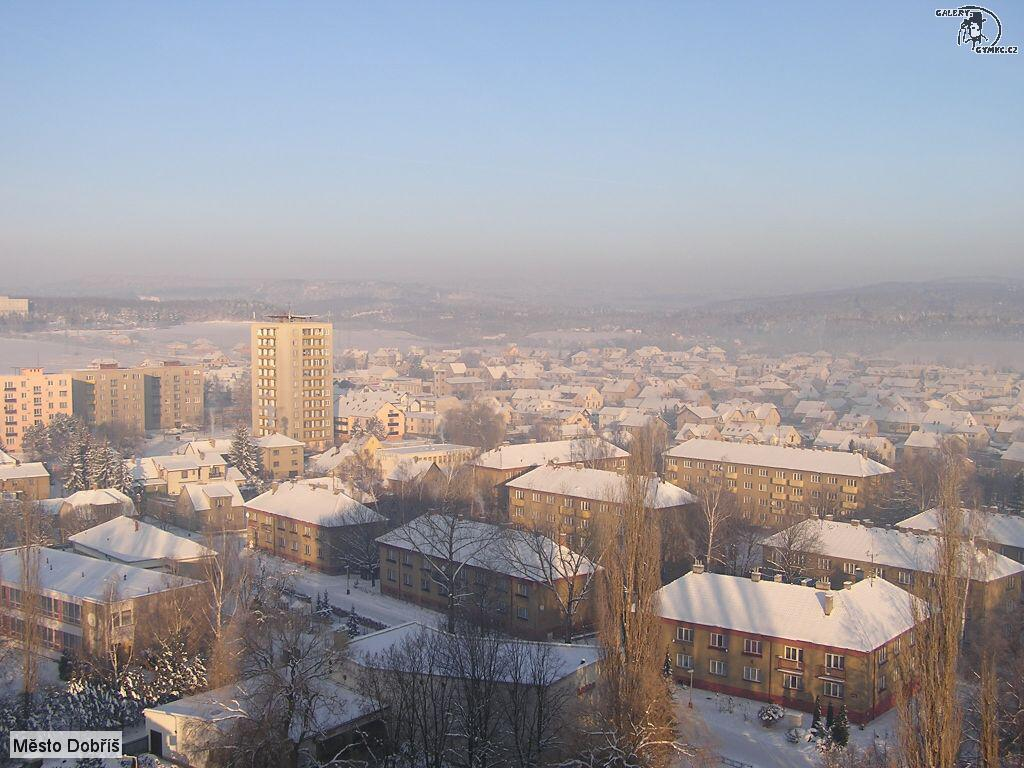
Dobříš
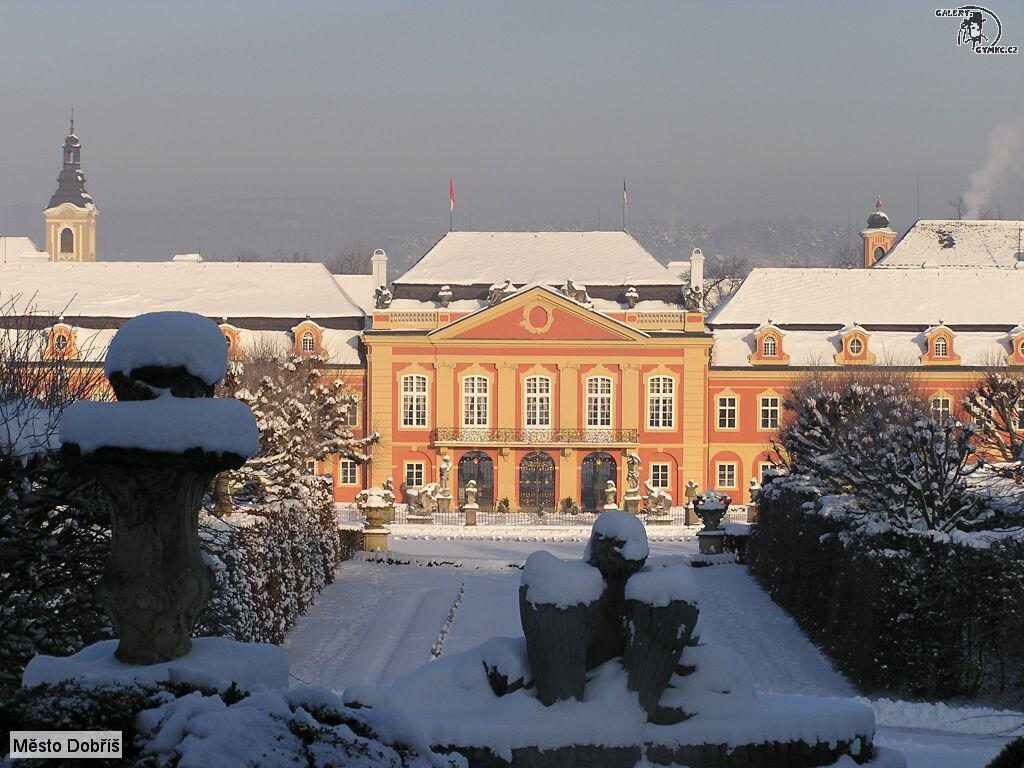
Zamek